# Kuniva
Kuniva (* 10. Dezember 1976 in Detroit, Michigan als Von Carlisle), auch bekannt als Rondell Beene, ist ein US-amerikanischer Rapper. Seine größten Erfolge feierte er ab 2000 als Mitglied der Rapgruppe D12.

## Karriere
Mit seinem D12-Kollegen Kon Artis bildet er zusammen das Detroiter Rap-Duo Da Brigade. Im Jahr 2000 wurde Kuniva einer breiteren Masse bekannt, die ihn erstmals auf dem Album The Marshall Mathers LP des Rapstars Eminem zu hören bekam. Ebenfalls produziert von Eminem entstand 2001 das erste Album Devils Night von D12. Im Jahr 2004 folgte das zweite ebenso erfolgreiche Album D12 World.
Am 9. Februar 2010 brachte er sein erstes Solo-Mixtape Retribution zum Download im Internet heraus. Die Auflage des Tonträgers wurde auf 1.500 Einheiten limitiert. Am 6. August 2010 erschien dann ein zweites Mixtape namens Midwest Marauders zum kostenfreien Download.
Am 27. August 2019 veröffentlichte Kuniva sein erstes Soloalbum The Bando Theory.

## Diskografie
Alben
- 2019: The Bando Theory

Mixtapes
- 2010: Retribution
- 2010: Midwest Marauders[5]

D12
→ siehe D12/Diskografie